# Pastebin
Pastebin или nopaste — веб-приложение, которое позволяет загружать отрывки текста, обычно фрагменты исходного кода, для возможности просмотра окружающими. Такой сервис очень популярен среди пользователей IRC-сетей, где вставка больших фрагментов текста на каналы считается плохим тоном. Сервис также часто используется пользователями IM. В интернете существует множество pastebin веб-приложений, большинство из которых предоставляет подсветку синтаксиса различных языков программирования и специальной разметки.

## Особенности
Несмотря на то, что функции pastebin фактически сводятся к быстрому размещению блока текста в интернете и не более того, существует ряд особенностей, которые могут сделать работу с приложением комфортной или наоборот.
- Поддержка кириллицы. Ранние реализации заменяли все символы кириллицы SGML-сущностями, фактически делая код непригодным для копирования обратно в редактор. В настоящее время ситуация улучшилась, хотя Unicode используют далеко не все реализации[когда?].
- Возможность редактирования. Часто поставленную проблему можно решить малой правкой одной-двух строк кода, в этом случае возможность отредактировать текст без перехода на другие страницы весьма удобна.
- Функция показа различий между версиями (diff).
- CAPTCHA. Многие сервисы озабочены спамом, и поэтому не принимают текст без ввода проверочного кода[1].
- Обязательные поля и подтверждение отправки. Фактически, требуемые поля — фрагмент кода и режим подсветки синтаксиса, во всех остальных полях должны использоваться разумные умолчания.
- Удобный и практичный интерфейс, не перегруженный лишней информацией, без назойливой рекламы. С большим многострочным полем ввода. В частности, клавиша Tab используется программистами для создания отступов в коде, однако в HTML-формах Tab переключает фокус между полями.